# Anton Bulayev
Anton Bulayev (20 de julio de 1996) es un deportista ruso que compitió en tiro con arco, en la modalidad de arco compuesto.
Ganó una medalla de oro en los Juegos Europeos de Minsk 2019, dos medallas en el Campeonato Europeo de Tiro con Arco al Aire Libre, plata en 2016 y oro en 2018, y una medalla de bronce en el Campeonato Europeo de Tiro con Arco en Sala de 2017.

## Palmarés internacional
| Juegos Europeos                  | Juegos Europeos          | Juegos Europeos   | Juegos Europeos |
| Año                              | Lugar                    | Medalla           | Prueba          |
| -------------------------------- | ------------------------ | ----------------- | --------------- |
| 2019                             | Minsk (Bielorrusia)      | Medalla de oro    | Equipo mixto    |
| Campeonato Europeo al Aire Libre |                          |                   |                 |
| Año                              | Lugar                    | Medalla           | Prueba          |
| 2016                             | Nottingham (Reino Unido) | Medalla de plata  | Equipo          |
| 2018                             | Legnica (Polonia)        | Medalla de oro    | Individual      |
| Campeonato Europeo en Sala       |                          |                   |                 |
| Año                              | Lugar                    | Medalla           | Prueba          |
| 2017                             | Vittel (Francia)         | Medalla de bronce | Equipo          |